# Доктор Калигари
«Доктор Калигари» (англ. Dr. Caligari) — авангардный комедийно-эротический фильм ужасов 1989 года, снятый режиссёром Стивеном Саядьяном в стилистике сюрреализма. Фильм был показан всего в нескольких кинотеатрах в США и выпущен на VHS, впоследствии получив культовый статус. В главных ролях снимались Мэдлин Рейнал, Джон Дурбин и Лора Альберт.
Главной героиней выступает правнучка доктора Калигари из немецкого экспрессионистского чёрно-белого фильма Роберта Вине «Кабинет доктора Калигари».

## Сюжет
Доктор Калигари, женщина-психиатр и по совместительству безумный учёный, являющаяся потомком оригинального Калигари из фильма Роберта Вине, проводит в своей психбольнице странные опыты по пересадке гипоталамуса на своих пациентах. Среди пациентов клиники особенно выделяются двое: серийный убийца-каннибал Гас Прэтт и нимфоманка миссис Ван Хаутен, которые и становятся объектом опытов.
Примечательно название клиники Caligari Insane Asylum, аббревиатура — CIA, что является отсылкой к американской спецслужбе ЦРУ. В русском переводе эта отсылка сохранена, при этом название заведения перевели как Церебрально-Ректальное Учреждение для душевнобольных.

## В ролях
- Мэдлин Рейнал — доктор Калигари
- Джон Дурбин — Гас Прэтт
- Лора Альберт — миссис Ван Хаутен
- Фокс Харрис — доктор Эвол
- Дженнифер Бэлгобин — доктор Рамона Лоджер
- Дэвид Пэрри — доктор Адриан Лоджер
- Стивен Квадрос — Пугало
- Марджин Холден — пациентка, лежащая в постели

## Производство
Съёмки проходили в 1989 году в Фуллертоне, округ Ориндж, Калифорния. До работы над этим фильмом Стивен Саядьян был известен как режиссёр порнографии и художник-постановщик. Для актрисы Мэдлин Рейнал, исполнившей заглавную роль, этот фильм стал вторым в её карьере и последним.
Персонаж миссис Ван Хаутен появляется ещё в фильме «Nightdreams» (1981), над которым вместе работали Саядьян и соавтор сценария Джерри Стал.
Фильм снимали на 35-мм киноплёнку.

## Отзывы и критика
Рецензент из газеты Los Angeles Times написал: «Должно быть, одним из самых изящных артефактов, когда-либо появлявшихся из Ориндж-Каунти, должен был стать фильм “Доктор Калигари”».
Кинокритик Сергей Кудрявцев написал о фильме в своей книге 3500 кинорецензий:
«Американские режиссёры, видимо, познакомившись с прекрасно восстановленной (вирированной в разные цвета и озвученной музыкой) версией «Кабинета доктора Калигари», шедевра немецкого экспрессионизма, вдруг воспылали страстью к таинственной истории доктора Калигари и его сомнамбулы-убийцы Чезаре, правда, трактуя всё невероятно вольно и в совершенно ином стиле. Вариант Стивена Саядяна (он же — и художник, как некогда и Роберт Вине, который не только был постановщиком «Кабинета доктора Калигари», но и создателем необычных декораций) отличается психопатологически-эротически-сюрреалистически-абсурдноюмористической трактовкой. 

Психиатрическая клиника американской внучки немецкого доктора Калигари имеет в своей аббревиатуре звучные буквы CIA, что ведь расшифровывается как ЦРУ. Эта юная Калигари одержима сумасшедшей идеей пересадки мозга знаменитого деда одной нимфолептичке (нимфоманка + эпилептичка) — Элеонор ван Хаутен, которая была даже «Мисс Либидо-85». Однако из невразумительного повествования с великим множеством заумных и безумных кадров, которые порой вызывают только смех или же плохо скрытое отвращение, трудно выудить что-нибудь ещё — да и вряд ли стоит это делать. Лента снята ради «полного размазывания себя по киноплёнке», то бишь исключительно для самовыражения и с безусловным расчётом на эпатаж публики. Если кому-то не будет откровенно скучно, то пусть эпатируется на здоровье!»…